# Mariánský sloup (Úterý)
Mariánský sloup v Úterý v okrese Plzeň-sever tvoří jednu z dominant tamního náměstí. Sloup se sochami sv. Floriána, sv. Šebestiána, sv. Vojtěcha  a se sochou Panny Marie s Ježíškem byl  zhotoven mezi lety 1728–1731. Mariánský sloup, zapsaný jako kulturní památka, je součástí městské památkové zóny Úterý, vyhlášené v roce 1992.

## Historie
Sloup byl vybudován v letech 1728–1731 bratry Franzem a Michalem Stilpem z Chebu a úterským sochařem Johannem Josefem Sternem, který je autorem soch svatého Vojtěcha, svatého Floriána a svatého Šebestiána. Jeho prací je také kamenná dekorace povrchu sloupu. Další méně umělecké práce jsou zásluhou kameníka Jana Zeitlera z Teplé. Kámen pro sochu Panny Marie a hlavici sloupu byl dovezen z nedalekého trhomenského lomu. Druhá část potřebného kamene na samotný sloup a další komponenty byla přivezena z lomu na Špičáku směrem na západ od Úterý. Na přepravu nákladu bylo zapřaženo šestnáct koní do třinácti vozů. Přeprava trvala celkem pět dní. Sloup byl obnoven sto let po svém dokončení a poté až v devadesátých letech 20. století.

## Popis

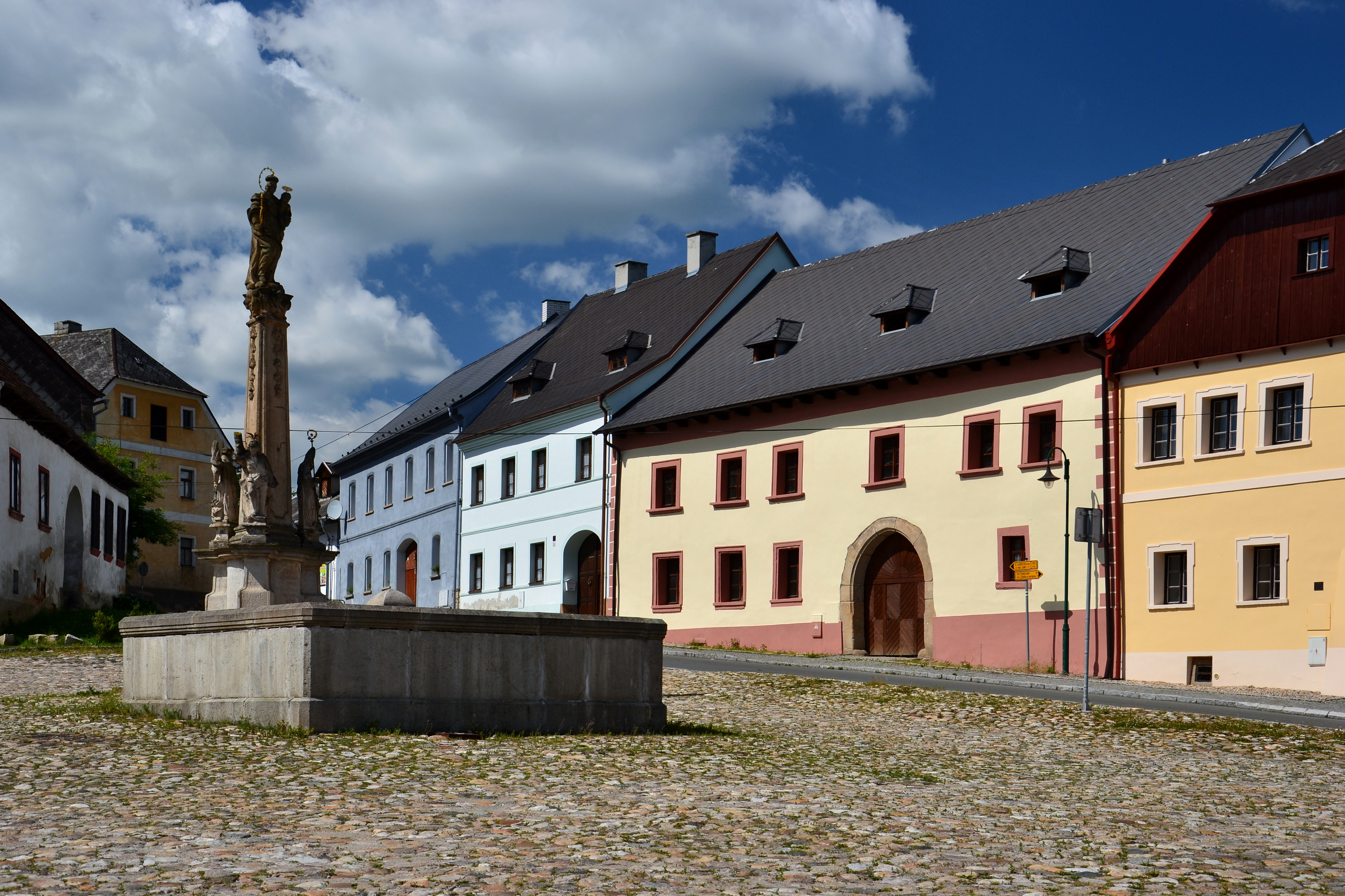
Pohled na horní část náměstí s kašnou a sloupem

Hlavní část sloupu tvoří trojhranný komolý vzhůru se zužující jehlan, na jehož hlavici dekorované reliéfními motivy dvou andílčích hlaviček s křidélky na obláčcích stojí socha Panny Marie, která na levé ruce drží sedící Jezulátko. V pravé ruce pak třímá žezlo. Sloup stojí na trojúhelném podstavci, na jehož rozích se nachází kamenné sochy světců. Svatý Šebestián je zde představen v souladu s tradiční ikonografií jako mladík připoutaný ke stromu, ve zdvižené ruce zabodnutý kovaný šíp a s hlavou ozdobenou paprsčitou svatozáří. Svatý Florián je také zobrazen podle tradiční ikonografie. Socha v podživotní velikosti drží v pravé ruce kamenný škopík s vodou, již lije na hořící dům, v levé třímá praporec. Svatý Vojtěch je zobrazen jako biskup s mitrou na hlavě, jenž drží v levé ruce knihu a v pravé biskupskou berlu. Na prostředním poli kamenného soklu se pod mariánskou přímluvou nachází reliéf se znakem města Úterý.